# Icterus chrysater
Icterus chrysater là một loài chim trong họ Icteridae.